# Szymon Gawłowicki
Szymon Gawłowicki (zm. po 1686) – student i absolwent Uniwersytetu Padewskiego, duchowny związany z Płockiem i tamtejszą kapitułą katedralną, poeta religijny. 

## Życiorys
Był księdzem, w roku 1678 występował jako kanonik pułtuski. W 1686 był kanonikiem płockim i pułtuskim. Zabiegał o względy zwierzchników duchownych, lecz prawdopodobnie pozostał na wymienionych godnościach. Zmarł po roku 1686.

## Twórczość
Znany jako autor obszernej epopei oktawą (poemat w 20 pieśniach), Jezus Nazareński, Syn Ojca Przedwiecznego wcielony albo Jeruzalem niebieska przezeń wyzwolona. Utwór, napisany na wzór Gofreda Piotra Kochanowskiego (przekład z T. Tassa, Jerozolima wyzwolona) jest wierszowaną przeróbką biblijnych dziejów zbawienia, reprezentuje tzw. mesjadę, religijną odmianę eposu, popularną w Polsce w dobie baroku. Wydana w Warszawie w roku 1686, drukarnia K. F. Schreiber (fragmenty przedr. K. Dąbrowski Mysterium Christi 1931/1932, nr 1).